# Natalya Ivoninskaya
Natalya Ivoninskaya (en russe : Наталья Ивонинская, Natalia Ivoninskaïa), née le 22 février 1985 à Chimkent, est une athlète kazakhe spécialiste du 100 mètres haies.

## Palmarès
| Date | Compétition                  | Lieu      | Résultat | Épreuve     | Temps   |
| ---- | ---------------------------- | --------- | -------- | ----------- | ------- |
| 2004 | Championnats d'Asie juniors  | Ipoh      | 1re      | 100 m haies | 13 s 92 |
| 2005 | Championnats d'Asie          | Incheon   | 5e       | 100 m haies | 13 s 62 |
| 2005 | Jeux asiatiques en salle     | Pattaya   | 2e       | 60 m haies  | 8 s 41  |
| 2006 | Championnats d'Asie en salle | Pattaya   | 2e       | 60 m haies  | 8 s 49  |
| 2006 | Jeux asiatiques              | Doha      | 4e       | 100 m haies | 13 s 27 |
| 2007 | Jeux asiatiques en salle     | Macao     | 3e       | 60 m        | 7 s 59  |
| 2007 | Jeux asiatiques en salle     | Macao     | 1re      | 60 m haies  | 8 s 33  |
| 2009 | Championnats d'Asie          | Guangzhou | 7e       | 100 m haies | 13 s 65 |
| 2009 | Jeux asiatiques en salle     | Hanoï     | 2e       | 60 m haies  | 8 s 38  |
| 2010 | Jeux asiatiques              | Canton    | 2e       | 100 m haies | 13 s 24 |
| 2011 | Championnats d'Asie          | Kōbe      | 3e       | 100 m haies | 13 s 15 |
| 2011 | Universiade                  | Shenzhen  | 2e       | 100 m haies | 13 s 16 |
| 2012 | Championnats d'Asie en salle | Hangzhou  | 2e       | 60 m haies  | 8 s 29  |

### Records
| Épreuve          | Performance | Lieu   | Date         |
| ---------------- | ----------- | ------ | ------------ |
| 100 mètres haies | 12 s 68     | Almaty | 19 juin 2012 |

| Épreuve         | Performance | Lieu     | Date            |
| --------------- | ----------- | -------- | --------------- |
| 60 mètres       | 7 s 65      | Hanoï    | 31 octobre 2009 |
| 60 mètres haies | 8 s 11      | Chimkent | 30 janvier 2014 |